# 2004 ve sportu
Toto je přehled významných sportovních událostí konaných v roce 2004.

## Letní olympijské hry
- Letní olympijské hry 2004 v Athénách se konaly 13. – 29. srpna 2004
- Letní paralympijské hry 2004

## Atletika
- Halové mistrovství světa v atletice 2004
- Zlatá liga 2004
- Světové atletické finále 2004
- Mistrovství České republiky v atletice 2004
- Mistrovství světa juniorů v atletice 2004

## Basketbal
- Mattoni NBL 2003/2004

## Cyklistika

### Cyklokros
- Mistrovství České republiky v cyklokrosu 2004

## Florbal
- Mistrovství světa ve florbale mužů 2004 –  Švédsko
- Mistrovství světa ve florbale žen do 19 let 2004 –  Švédsko
- European Cup 03/04 – Muži:  Pixbo Wallenstam, Ženy:  SC Classic
- 1. florbalová liga mužů 2003/2004 – Tatran Techtex Střešovice
- 1. florbalová liga žen 2003/2004 – FBC Liberec Crazy Girls

## Fotbal

### Svět
- Fotbal na Letních olympijských hrách 2004
- Mistrovství světa ve fotbale žen do 19 let 2004
- Africký pohár národů 2004
- Oceánský pohár národů 2004
- Interkontinentální pohár 2004

#### Evropské poháry
- Mistrovství Evropy ve fotbale 2004
- Mistrovství Evropy ve fotbale hráčů do 21 let 2004
- Liga mistrů UEFA 2003/2004
- Pohár UEFA 2003/2004
- Superpohár UEFA 2004

#### Národní ligy
- Premier League 2003/2004
- Serie A 2003/2004
- Major League Soccer 2004
- Bardsragujn chumb 2004 (Arménie)
- 2. slovenská fotbalová liga 2003/2004

### Česko
- Gambrinus liga 2003/2004
- 2. česká fotbalová liga 2003/2004
- Česká fotbalová liga 2003/2004
- Moravskoslezská fotbalová liga 2003/2004
- Tipsport Cup 2001

## Futsal
- 1. česká futsalová liga 2003/2004

## Házená
- Mistrovství Evropy v házené mužů 2004

## Hokejbal
- Mistrovství světa juniorů v hokejbalu 2004

## Jezdectví
- Velká pardubická 2004

## Judo
- Mistrovství Evropy v judu 2004

## Lední hokej
- Mistrovství světa v ledním hokeji 2004 (1. Kanada, 2. Švédsko, 3. USA)
- Světový pohár v ledním hokeji 2004 (vítěz Kanada, finalista Finsko)

- NHL 2003/2004 (vítěz Stanley Cupu: Tampa Bay Lightning)
- Česká hokejová extraliga 2003/2004 (mistr: HC Hamé Zlín, 2. místo: HC Slavia Praha, 3. místo: HC Sparta Praha)
- 1. česká hokejová liga 2003/2004 (vítěz: HC Dukla Jihlava)

## Lyžování

### Klasické lyžování
- Mistrovství světa v letech na lyžích 2004

## Motoristický sport
- Formule 1 v roce 2004
- Formule 3000 v roce 2004
- Mistrovství světa v rallye 2004
- Mezinárodní mistrovství České republiky v rallye 2004

## Orientační běh
- Mistrovství Evropy v orientačním běhu 2004
- Mistrovství světa v orientačním běhu 2004
- Mistrovství světa juniorů v orientačním běhu 2004

## Rychlobruslení
- Mistrovství světa v rychlobruslení na jednotlivých tratích 2004
- Mistrovství světa v rychlobruslení ve sprintu 2004
- Mistrovství světa v rychlobruslení ve víceboji 2004
- Mistrovství světa v rychlobruslení juniorů 2004
- Světový pohár v rychlobruslení 2003/2004

### Kontinenty
- Mistrovství Asie v rychlobruslení 2004
- Mistrovství Evropy v rychlobruslení 2004
- Mistrovství Severní Ameriky a Oceánie v rychlobruslení 2004

## Sportovní lezení
- Arco Rock Master 2004
- Světový pohár ve sportovním lezení 2004
- Mistrovství světa juniorů ve sportovním lezení 2004

### Kontinenty
- Mistrovství Evropy ve sportovním lezení 2004
- Evropský pohár juniorů ve sportovním lezení 2004

### Česko
- Mistrovství ČR v soutěžním lezení 2004

## Tenis

### Grand Slam
- Australian Open 2004
- French Open 2004
- Wimbledon 2004
- US Open 2004

## Veslování
- Mistrovství světa ve veslování 2004